# Paskosaaret
Paskosaaret är en ö i Finland. Den ligger i sjön Saimen och i kommunen Puumala i den ekonomiska regionen  S:t Michel och landskapet Södra Savolax, i den södra delen av landet, 230 km nordost om huvudstaden Helsingfors. Öns area är 1,1 hektar och dess största längd är 230 meter i nord-sydlig riktning.  Notera att namnet antyder att det är fråga om flera öar.